# Algathia
Algathia is een geslacht van insecten uit de orde vliesvleugeligen (Hymenoptera) en de familie Ichneumonidae.

## Soorten
- A. buddha (Cameron, 1897)
- A. dispex (Tosquinet, 1903)
- A. insularis (Smith, 1859)
- A. insulindica (Heinrich, 1934)
- A. kurarensis (Uchida, 1927)
- A. maculiceps Cameron, 1902
- A. metuta (Tosquinet, 1903)
- A. mollicula (Tosquinet, 1903)
- A. montecapitis (Heinrich, 1934)
- A. requieta (Tosquinet, 1903)
- A. suavida (Tosquinet, 1903)